# Corynactis
Corynactis – rodzaj koralowców z rodziny Corallimorphidae. Należą tutaj następujące gatunki:
- Corynactis albida
- Corynactis annulata
- Corynactis australis
- Corynactis bahamensis
- Corynactis californica
- Corynactis carnea
- Corynactis chilensis
- Corynactis delawarei (Widersten, 1976)
- Corynactis globulifera
- Corynactis gracilis
- Corynactis haddoni (Farquhar, 1898)
- Corynactis hoplites
- Corynactis mollis
- Corynactis myrcia
- Corynactis parvula (Duchassaing and Michelotti, 1860)
- Corynactis viridis